# Берков Дмитро Дмитрович
Дмитро Дмитрович Берков (нар. 1939) — радянський діяч, перший заступник голови Ради міністрів Узбецької РСР, секретар ЦК КП Узбекистану. Депутат Верховної ради Узбецької РСР.

## Життєпис
У 1961 році закінчив Ташкентський інститут інженерів іригації і механізації сільського господарства, інженер-гідротехнік.
У 1961—1973 роках — виконроб будівельно-монтажної дільниці управління «Ставропольбуд», начальник дільниці, головний інженер, начальник пересувної механізованої колони управління «Ставропольбуд».
Член КПРС з 1965 року.
У 1973—1978 роках — інструктор, заступник завідувача відділу Ставропольського крайового комітету КПРС; голова виконавчого комітету Ставропольської міської ради народних депутатів.
У 1978—1985 роках — інструктор відділу сільського господарства і харчової промисловості ЦК КПРС.
У березні 1985 — серпні 1988 року — 2-й секретар Каракалпацького обласного комітету КП Узбекистану.
24 серпня 1988 — 19 серпня 1989 року — секретар ЦК КП Узбекистану, голова Аграрної комісії ЦК КП Узбекистану.
15 серпня 1989 — 1990 року — перший заступник голови Ради міністрів Узбецької РСР.
У 1991 році виїхав із Узбекистану. Подальша доля невідома.